# Schwarzach (Niederbayern)

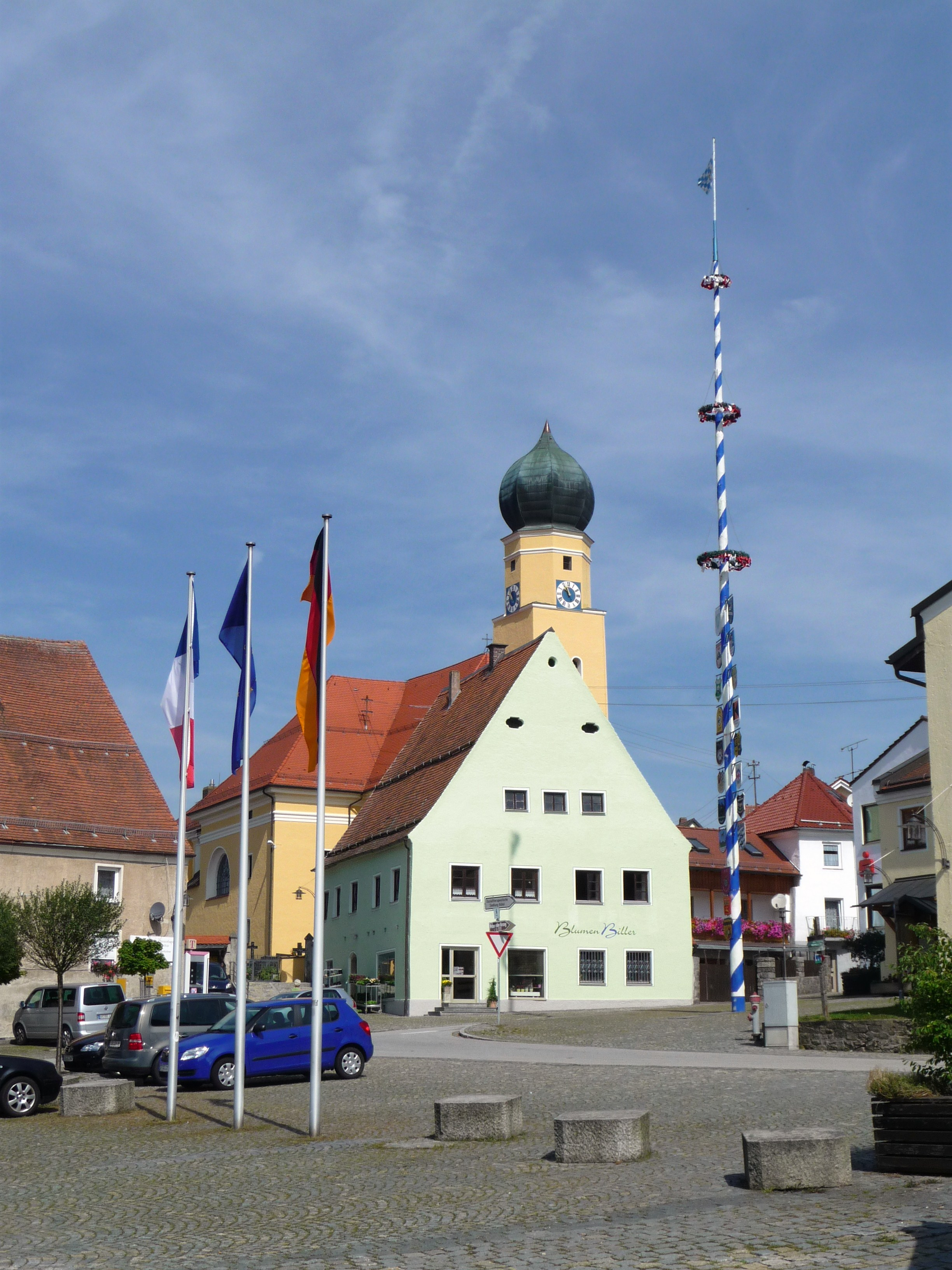
Der Marktplatz

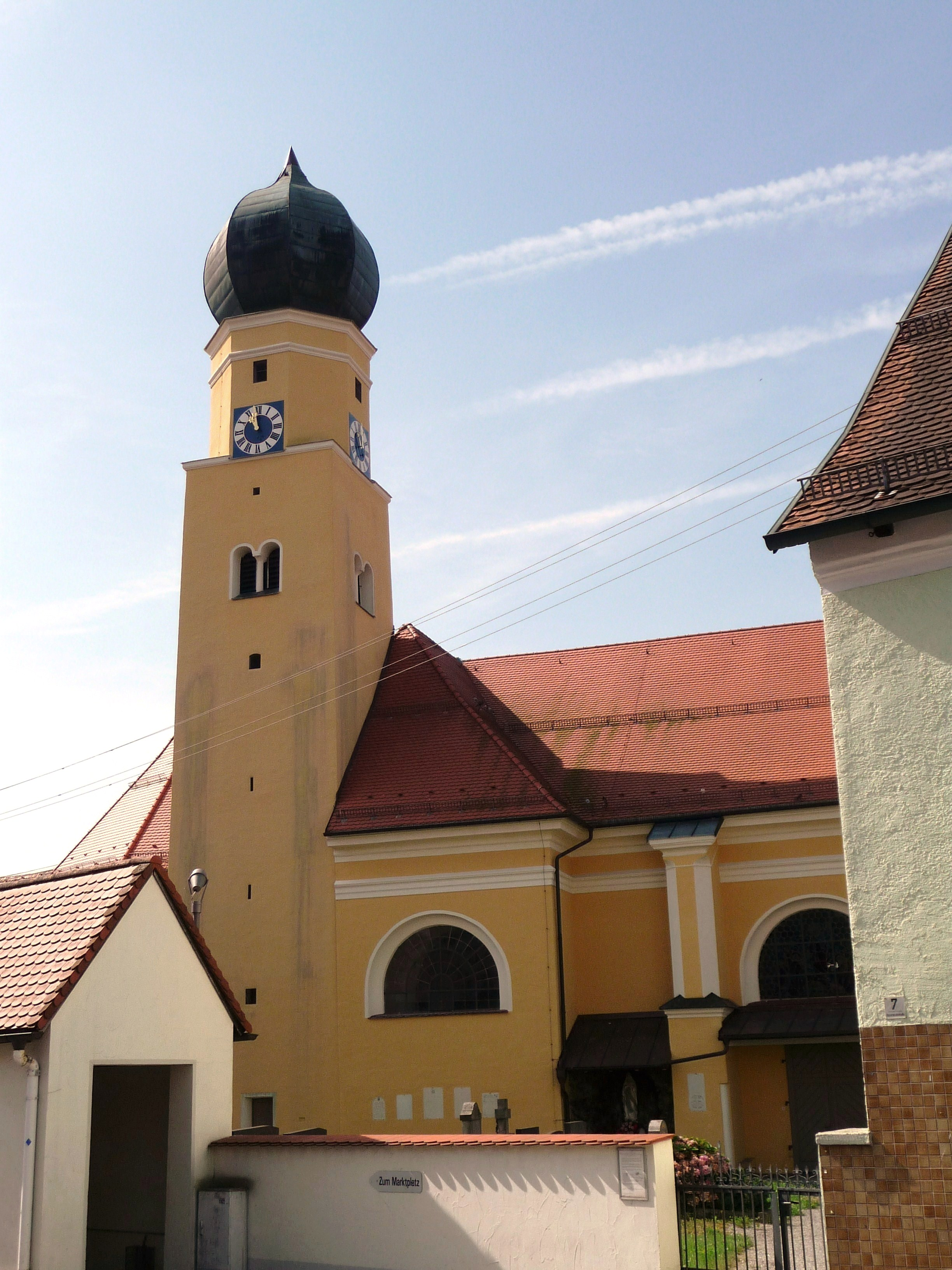
Die Pfarrkirche St. Martin

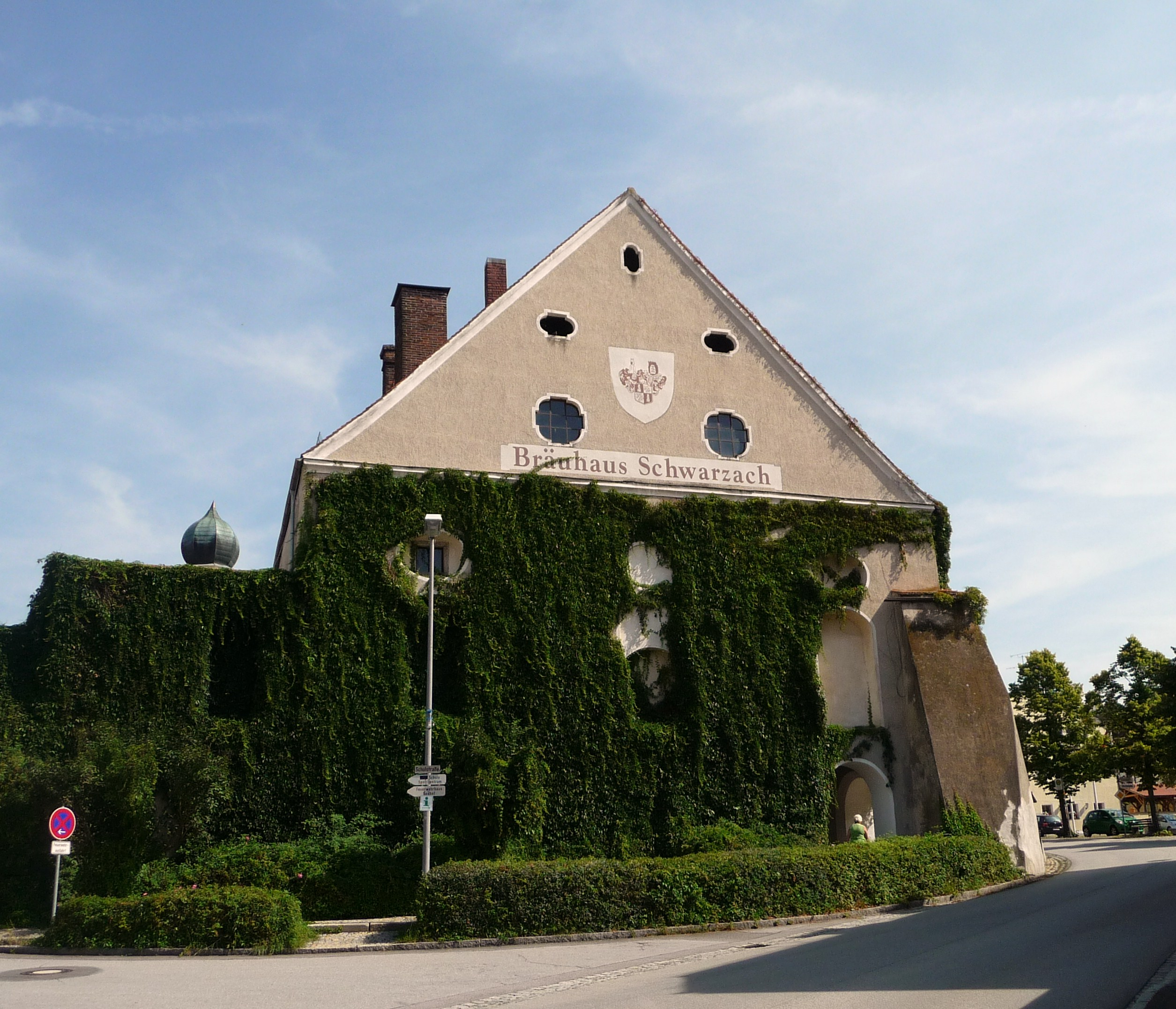
Das Bräuhaus

Schwarzach ist ein Markt im niederbayerischen Landkreis Straubing-Bogen und Sitz der Verwaltungsgemeinschaft Schwarzach. Schwarzach ist ein staatlich anerkannter Erholungsort.

## Gemeindegliederung
Es gibt 67 Gemeindeteile:
- Absetz
- Aimühl
- Albertsried
- Allersdorf
- Amosried
- Arnetstein
- Ay
- Baumgarten
- Bucha
- Bühel bei Schwarzach
- Bühel bei Weißach
- Burghausen
- Damersbach
- Degenberg
- Dreiwies
- Eben
- Ed
- Edbühel
- Edersdorf
- Etting
- Forst
- Gaimersbühel
- Gaißing
- Grandsberg
- Grünbühel
- Grünstein
- Gumpersberg
- Hanselberg
- Harpfen
- Harpfenmühl
- Haslach
- Hinterdegenberg
- Hinterhof
- Hof
- Höhenberg
- Holz
- Hölzl
- Irlbruck
- Irlmühl
- Kammühl
- Kumpfmühl
- Lindforst
- Mühlberg
- Niederhofen
- Oberhofen
- Penzkofen
- Pitzenfeld
- Pitzenloh
- Ponholz
- Prettbach
- Reisachmühl
- Reißen
- Riedhof
- Riedloh
- Rohrmühl
- Schönbühl
- Schwarzach
- Staudach
- Stockach
- Strahberg
- Thal
- Tiefendorf
- Velling
- Vorderhof
- Weißach
- Weißenberg
- Wimpassing

Es gibt die Gemarkungen Albertsried, Schwarzach und Schwarzacher Hochwald.

## Geschichte
Ab 1150 traten Dienstmannen aus Schwarzach nach verschiedenen klösterlichen Notizen als Zeugen auf. Nordöstlich von Schwarzach hatten die Herren von Degenberg ihre Stammburg, die 1468 im Böcklerkrieg niedergebrannt wurde. Nach 1473 baute Hans von Degenberg in Schwarzach das neue Schloss Oberschwarzach. Die klosterartige Anlage umschloss einen großen rechteckigen Raum, den heutigen Marktplatz. Als die Degenberger 1602 ausstarben, residierte auf dem Schloss bis ins 19. Jahrhundert ein kurfürstlicher Pfleger. Das ehemalige kurfürstliche Brauhaus, von dem noch Baureste vorhanden sind, entstand 1687. Es besaß das Monopol, Weißbier für den gesamten Bayerischen Wald brauen zu dürfen. Die Teile des ehemaligen Schlosses wurden in den Marktplatz integriert.
Die heutige Gemeinde Schwarzach entstand mit dem bayerischen Gemeindeedikt von 1818 und umfasste die Orte Schwarzach, Allersdorf, Ay, Baumgarten, Bucha, Bühel b.Schwarzach, Bühel b.Weißach, Burghausen, Degenberg, Edersdorf, Etting, Forst, Gaißing, Harpfen, Harpfenmühl, Haslach, Hinterhof, Hof, Hölzl, Irlbruck, Kumpfmühl, Lindforst, Mühlberg, Penzkofen, Prettbach, Reisachanger, Reisachmühl, Rohrmühl, Schönbühl, Stockach, Thal, Velling, Vorderhof und Weißach.
1946 bis 1949 wurde auf Initiative von Pfarrer Michael Graf das Schwarzacher Krankenhaus mit Altenheim gebaut. Es ist seit 1950 orthopädische Fachklinik mit 105 Planbetten. Am 7. Oktober 1951 erhielt Schwarzach den Titel Markt. Ende der 1970er Jahre wurde Schwarzach als Kleinzentrum eingestuft.

### Eingemeindungen
Im Zuge der Gebietsreform in Bayern wurde am 1. Januar 1971 die Gemeinde Albertsried mit den Orten Absetz, Aimühl, Albertsried, Amosried, Arnetstein, Damersbach, Dreiwies, Eben, Ed, Edbühel, Gaimersbühel, Grandsberg, Grünbühel, Grünstein, Gumpersberg, Hanselberg, Hinten, Höhenberg, Irlmühl, Kammühl, Niederhofen, Oberhofen, Pitzenfeld, Pitzenloh, Ponholz, Reißen, Riedhof, Riedloh, Staudach, Strahberg, Tiefendorf, Waid (mit Holz verbunden), Weißenberg und Wimpassing eingemeindet.

### Einwohnerentwicklung
Im Zeitraum 1988 bis 2018 wuchs der Markt von 2.304 auf 2.804 um 500 Einwohner bzw. um 21,7 %. Am 31. Dezember 2004 zählte Schwarzach 2.905 Einwohner.

## Politik

### Gemeinderat
Die Gemeinderatswahl 2020 ergab folgende Stimmenanteile und Sitzverteilung:
| Partei/Liste                 | Sitze |
| ---------------------------- | ----- |
| CSU                          | 6     |
| Freie Wähler                 | 4     |
| FDP-Freie Wählergemeinschaft | 2     |
| CFW Albertsried              | 2     |

### Bürgermeister
Georg Edbauer jun. (CSU) ist seit 1. Mai 2014 Erster Bürgermeister. Dieser wurde bei der Bürgermeisterwahl 2020 mit einem Stimmenanteil von 61,5 % im Amt bestätigt.

### Wappen
| | Blasonierung: „In Gold unter einem schwarzen Wellenbalken vorne eine grüne Ähre mit grünen Blättern, hinten ein rot gekleideter schwarzbärtiger Männerrumpf mit dreizipfeligem rotem Stulphut.“ |
| Wappenbegründung: Der schwarze Wellenbalken verweist auf die Schwarzach (Schwarze Ache), die durch den Ort fließt. Der bärtige Männerrumpf erinnert an die 1602 ausgestorbenen Freiherren von Degenberg, die grüne Ähre an die seit 1545 bestehende älteste Weißbierbrauerei Altbayerns in Schwarzach. | |

### Gemeindepartnerschaften
- Die Gemeinde Arzacq-Arraziguet im Südwesten von Frankreich (Département Pyrénées-Atlantiques), seit 1995[9]

## Kultur und Sehenswürdigkeiten
- Die katholische Pfarrkirche St. Martin ist im Chor- und Langhaus im Kern spätgotisch. Um 1730 erfolgte eine umfassende Barockisierung. Der Turmunterbau stammt aus der Zeit um 1300, das Obergeschoss ist barock. Im nördlichen Seitenaltar befindet sich eine Madonna aus der Zeit um 1450, in der südlichen Seitenkapelle ein Epitaph des Rittergeschlechtes der Degenberger von 1602. Der Hochaltar entstand um 1735, die Kanzel mit versilberten Reliefs um 1790.
- Um den Marktplatz gruppieren sich an der Nordost-, Ost- und Südseite die Bauten der Herren von Degenberg. Der erste Bau wurde 1469 errichtet, die vorhandenen Gebäude stammen aus der Zeit um 1600. An der Südseite stand das Herrschaftsgebäude mit der 1601 errichteten Schlosskapelle. An der Westseite steht das 1687 bis 1689 gebaute ehemalige Kurfürstliche Bräuhaus, welches das Monopol des Weißbierbraus im Bayerischen Wald besaß. Im Nordwesten befindet sich das 1640 gebaute Hofwirtshaus.
- In Weißenberg steht die 1714 errichtete Wallfahrtskirche St. Maria Dolorosa mit spätbarocker Ausstattung.
- Der Schwarzacher Schäfflertanz wird seit 1896 aufgeführt. Aufführungen finden im siebenjährlichen Turnus statt, nächster Termin ist 2026.
- Das Kraftfahrzeugmuseum Schwarzach zeigt etwa 30 Kraftfahrzeuge der Baujahre 1928 bis 1984 auf einer Fläche von 150 m².

## Wirtschaft und Infrastruktur

### Wirtschaft einschließlich Land- und Forstwirtschaft
Im Jahr 2020 gab es nach der amtlichen Statistik im Bereich Handel und Verkehr 176 sozialversicherungspflichtig Beschäftigten am Arbeitsort. In sonstigen Wirtschaftsbereichen lag dieser Wert bei 562 Beschäftigte. Sozialversicherungspflichtig Beschäftigte am Wohnort gab es 1571. Im verarbeitenden Gewerbe gab es drei, im Bauhauptgewerbe fünf Betriebe. Zudem bestanden im Jahr 2016 31 landwirtschaftliche Betriebe mit einer landwirtschaftlich genutzten Fläche von 1349 Hektar, davon waren 1273 Hektar Ackerfläche und 76 Hektar Dauergrünfläche.

### Tourismus
Das Gemeindegebiet ist als Erholungsort staatlich anerkannt.

### Bildung
Es gibt folgende Einrichtungen:
- Einen Kindergarten mit 90 Kindern (Stand 2014)
- Eine Volksschule (Grund- und Mittelschule) mit 24 Lehrern und 274 Schülern (Stand 2015/2016)[11][12]

## Persönlichkeiten

### In Schwarzach geboren
- Johann Jakob Schleich (1622–1668), Benediktiner, Abt des Klosters Metten 1658–1668
- Josef Fendl (1929–2022), bayerischer Schriftsteller
- Michael Fuchs (* 1964), katholischer Priester, Generalvikar des Bistums Regensburg 2013–21
- Rudy Schneyder (bürgerlich Rudolf Johann Schneider; * 1966), Sänger, Gitarrist und Unterhaltungskünstler
- Bettina Tremmel (* 1971), Provinzialrömische Archäologin

### Mit Schwarzach verbundene Personen
- Maxi Gstettenbauer (* 1988), Komiker, wuchs in Schwarzach auf.
- Peer Raben (eigentlich Wilhelm Rabenbauer) (1940–2007), deutscher Komponist, lebte ab 2000 in Albertsried bei Schwarzach.